# Siegfried Adolf Kummer
Siegfried Adolf Kummer (* 24. September 1899 in Dresden; † 1977 in Kamenz; eigentlich Adolf Marx Karl Kummer) war ein deutscher Kunstmaler und Esoteriker. Zusammen mit Friedrich Bernhard Marby zählt er zu den Gründern der „Runengymnastik“.

## Leben
Siegfried Adolf Kummer lernte zunächst an einer privaten Kunstschule und anschließend an der Kunstgewerbeschule und Kunstakademie Dresden akademischer Kunstmaler. Im Ersten Weltkrieg diente er an der französischen Front. Nach dem Krieg setzte er seine Ausbildung an der Kunstakademie Berlin fort. Seine Werke, von denen er zeitlebens mehr schlecht als recht zu leben versuchte, waren dem Spätexpressionismus zuzuordnen. Er gehörte der lokalen Kunst- und Filmszene Dresdens an. In den 1920ern und 1930ern begann er seine Runentheorie auszuarbeiten. Er veröffentlichte einige Arbeiten zur Runenmagie und Runengymnastik. In den 1920ern gründete er auch die Dresdner Runenschule „Runa“ mit. Diese hatte sich der Ariosophie nach Jörg Lanz von Liebenfels verschrieben. An den beiden Zeitschriften der Schule, Runa und Walhall, war er maßgeblich beteiligt.
Kummer trat nach der Machtergreifung zum 1. Mai 1933 der NSDAP bei (Mitgliedsnummer 2.457.135). Mit der neu gegründeten Gruppe „Runa – Bund der Runenkunde“ versuchte er der Arbeitsgemeinschaft Deutschen Glaubensbewegung beizutreten. Im Juli 1934 wurde seine Organisation vom Sächsischen Innenministerium verboten. In den späten 1930ern gingen auch seine beiden Zeitschriften ein. Im Herbst 1939 wurde sein Buch Heilige Runenmacht von den Nationalsozialisten verboten. Er durfte aber weiter in der Reichskulturkammer bleiben. Zudem war Kummer zu jener Zeit hoch verschuldet. Ein geplantes Buch zur Heraldik erschien nicht mehr.
Nach dem Zweiten Weltkrieg löste sich Kummer von der esoterischen Szene und konzentrierte sich auf seine Tätigkeit als Maler. Ihm wurde der Kunstpreis der DDR verliehen.

## Rezeption
In den 1920ern und 1930ern gelang es Kummer, durch seine Arbeiten über die Runenmagie und -gymnastik Aufmerksamkeit auf sich zu ziehen. Seine Werke gelten zusammen mit denen von Marby und Guido von List als Grundlage für Karl Spiesbergers Theorie über die Runengymnastik in den 1950ern. Kummers Werke wurden in den 1980ern und 1990ern wiederentdeckt. Neuauflagen erschienen 2010 und 2011 im österreichischen Esoterik-Verlag Edition Geheimes Wissen.
Eine Quellen- und Literatursammlung zu ihm liegt im Archiv des Niedersächsischen Institut für Sportgeschichte.

## Gemälde
- Dom Ruine, 1967, 50 × 36 cm, Spachtelarbeit
- Rune vor Pfau, Spachtelarbeit

Er signierte seine Gemälde grundsätzlich mit AKummer, wobei A und K ineinander gefügt sind.

## Schriften
- Heilige Runenmacht. Wiedergeburt des Armanentums durch Runenübungen und Tänze. Uranus-Verlag, Hamburg 1932.
- Runen-Magie. K. Hartmann, Dresden 1933 (Digitalisat des Nachdrucks Wuppertal 2004).
- Runen – Raunen. Eine Sammlung eingesandter Berichte nach den Runenkunden von S. A. Kummer. Selbstverlag S. A. Kummer 1934.
- Walhall. Hand- und Bilderschrift für Runenkunde, Mystik und Vorgeschichte. Briefe an Runenfreunde zum persönlichen Gebrauch. Selbstverlag S. A. Kummer 1934 (vier Ausgaben).